# Predictive Dialer
Predictive Dialer (prediction: engl. Vorhersage; dialer: engl. Anwähler, also „vorausschauender Wählcomputer“) bezeichnet, im weitesten Sinne, eine automatisierte Wähleinrichtung für Telefonanrufe.
Predictive Dialer kommen zum Einsatz, wenn innerhalb eines relativ kurzen Zeitraums relativ viele ausgehende Telefonate ohne Zeitverluste initiiert werden sollen. Dies ist insbesondere bei der aktiven Kundenansprache / Outbound-Kampagnen in Callcentern und Contact Centern erforderlich. Predictive Dialer automatisieren softwaregesteuert den Aufbau von Telefonverbindungen und ersetzen die umständliche, zeitaufwendige manuelle Anwahl. Ein Predictive Dialer erlaubt es damit, innerhalb eines definierten Zeitraums mehr Telefonate aufzubauen, als dies ohne Dialer möglich wäre. So wird die telefonische Kontaktaufnahme effizienter durchgeführt, der Zeitaufwand ist geringer und die Kosten sinken. Dabei bezeichnet der Begriff „Predictive Dialer“ strenggenommen eine bestimmte Betriebsart beim Abarbeiten der Kontaktliste. Andere Dialer-Betriebsarten sind das Preview- bzw. das Power-Dialing.

## Abgrenzung der Dialer-Betriebsarten
Die verschiedenen Betriebsarten Preview-Dialing, Power-Dialing und Predictive-Dialing lassen sich grob voneinander unterscheiden. Moderne Dialer beherrschen alle Betriebsarten ganz nach Wunsch und bieten berechtigten Mitarbeitern darüber hinaus die Möglichkeit, unabhängig von der Betriebsart des Dialers die Datensätze auch manuell anzuwählen.
Preview Dialer
Im Preview-Modus initiiert der Mitarbeiter entweder selbst den nächsten Anruf (halbautomatisches Preview-Dialing) und startet so den softwaregestützten Anwahlprozess, oder der Dialer startet den Anwahlversuch selbst, sobald der Mitarbeiter ein Kundengespräch beendet hat (automatisches Preview Dialing). Das Preview Dialing sorgt dafür, dass der Mitarbeiter im Call-Center den jeweiligen Datensatz des Angerufenen aus der Kundendatenbank auf seinem Bildschirm vorab sieht (daher Preview). Löst er den Anwahlversuch selbst aus, hat er zudem Gelegenheit, sich detailliert auf das Gespräch vorzubereiten und beispielsweise auch die Kontakthistorie einzusehen. Der Mitarbeiter initiiert den Anruf entweder über eine Software oder durch manuelles Wählen der Telefonnummer.
Power Dialer
Als Power Dialer baut die Dialer-Software automatisch sofort die nächste Telefonverbindung auf, sobald die Bearbeitung des vorherigen Datensatzes vom Mitarbeiter abgeschlossen wurde. Dies kann durch die Software am Client oder am zentralen Server geschehen. Dabei kann mit dem „Overdial-Faktor“ eingestellt werden, dass nicht nur eine, sondern gleich mehrere Telefonverbindungen pro Mitarbeiter aufgebaut werden. Die Anwahlversuche werden dabei meist in der Anwahlvorschau des Clients am Arbeitsplatz des Mitarbeiters angezeigt, die zuerst erfolgreiche Anwahl wird durchgestellt. Weitere erfolgreiche Anwahlversuche werden nach Möglichkeit auf die nächsten freien Mitarbeiter verteilt. In die Berechnungen wird einbezogen, dass üblicherweise nicht alle angewählten Rufnummern ein Freizeichen signalisieren, sondern evtl. besetzt oder aus anderen Gründen nicht erreichbar sind. Ein Power Dialer verringert die Wartezeit der Contact Center-Mitarbeiter zwischen den einzelnen Gesprächen erheblich und erhöht damit die Produktivität.
Predictive Dialer
Auch beim Predictive Dialing werden die Telefonnummern der Kontaktliste bzw. Datenbank des jeweiligen Unternehmens oder Dienstleisters automatisiert angewählt. Zusätzlich überwacht die Dialer-Software durch mathematische Verfahren fortwährend verschiedene Kenngrößen, wie die aktuelle Erreichbarkeit oder die durchschnittliche Gesprächsdauer jedes Mitarbeiters, und bezieht dies in die Berechnung für die Anwahlen mit ein. Das Predictive Dialing ist damit ein vorausschauender, selbstregelnder Wählvorgang. Der Predictive Dialer regelt die Anzahl der Anwahlversuche je freiem Mitarbeiter unter Berücksichtigung der aktuellen und historischen Erreichbarkeit des Kunden sowie auf Grundlage der daraus abgeleiteten Prognose. Mithilfe eines Predictive Dialers werden Anrufe so initiiert, dass sofort ein freier Mitarbeiter für eine aufgebaute Verbindung verfügbar ist. Das minimiert nicht nur die Wartezeiten des Mitarbeiters zwischen zwei Kontakten, sondern sorgt im Idealfall dafür, dass genau so viele Gespräche geführt werden, wie Verbindungen durch den Dialer aufgebaut werden, ohne dass Anrufversuche abgebrochen werden müssen. Abgebrochene Verbindungen führen dazu, dass beim Verbraucher das Telefon klingelt, nach dem Abheben aber kein Gesprächspartner am anderen Ende der Leitung ist (Lost/Abandoned Call) oder es überhaupt nur sehr kurz klingelt (Dropped Call). Verbraucher empfinden dies als belästigend oder bedrohlich. Diese Effekte lassen sich allerdings vermeiden, denn in Predictive-Dialern sind eine Vielzahl von Kriterien für die Anwahl flexibel einstellbar.

## Features
Moderne Dialer-Lösungen (Preview-, Power-, Predictive-) bieten zur Steuerung, Verwaltung und Kontrolle des Dialer-Einsatzes umfangreiche Features an. Dazu zählen beispielsweise die automatische Erkennung von Anrufbeantwortern, Mailboxen, Fax-Anschlüssen, Quotensteuerung für Kampagnen-Abschluss, Pausengründe, Ergebnis-Codes, Black-/Whitelist-Abgleich, Robinsonliste, Mitteilungsfunktion für Mitarbeiter, sowie Features zur Qualitätssicherung (Monitoring, Screen-Recording, Sprachaufzeichnung, Gesprächsbewertung). Auch der so genannte Overdial-Faktor oder die maximale Rate der Lost Call und Dropped Calls lässt sich einstellen.

## Vorteile
Der Vorteil eines Predictive Dialers für den Anrufer, also Unternehmen oder Contact Center-Dienstleister, besteht darin, dass die Software bereits wählt, während der Mitarbeiter noch telefoniert oder den letzten Kundenkontakt nacharbeitet. Predictive- und Power-Dialer erkennen zudem Faxgeräte, Anrufbeantworter/Mailboxen und Besetztzeichen und unterbrechen die Verbindung augenblicklich, so dass Mitarbeiter nicht unnötig auf eine Verbindung warten müssen. Das verringert die Wartezeiten der Mitarbeiter zwischen einzelnen Gesprächen erheblich. Die Mitarbeiter können in derselben Zeit wesentlich mehr Gespräche führen, was zu einer deutlichen Produktivitätssteigerung gegenüber der manuellen Anwahl führen kann. Dies hat wirtschaftliche Vorteile für das Unternehmen oder den Dienstleister.

## Nachteile
Beim Annehmen eines Telefonats, das mittels eines Predictive Dialers aufgebaut wurde, hat der Angerufene oft zunächst keine direkte Verbindung zum Mitarbeiter des Callcenters, sondern hört lediglich eine stummgeschaltete Leitung. Der Mitarbeiter muss zunächst seine aktuelle Tätigkeit beenden, bevor er sich dem Kunden zuwenden und ihn begrüßen kann. Durch Verzögerungen kann beim Kunden eine negative Grundstimmung entstehen, die dazu führen kann, dass der Angerufene das Telefonat abbricht, da er die Absicht des Anrufers erahnt, bevor es überhaupt zum beabsichtigten Gesprächskontakt kommt. Wenn der Angerufene nicht sofort auflegt, befindet sich der Mitarbeiter des Callcenters in einer Rechtfertigungssituation aufgrund der verspäteten Ansprache des Kunden. Außerdem hat er die Aufgabe, das Interesse des Angerufenen an dem beworbenen Produkt zu wecken, um die Verstimmung aufgrund der fehlenden Begrüßung auszugleichen.

## Anbindung
Moderne Dialer-Lösungen lassen sich lokal, oder auch standortübergreifend webbasiert über einer Cloud nutzen:
- Lokale Dialer eignen sich zum Beispiel, wenn Unternehmen kontinuierlich und mit gleichmäßiger Auslastung Outbound-Kampagnen durchführen und regelmäßig aktiv Kunden ansprechen wollen. Aber auch sicherheits- und datenschutzrechtlich Aspekte können mitunter für den Einsatz einer lokalen Lösung sprechen.
- Cloud-Lösungen eignen sich insbesondere, wenn Outbound-Kampagnen vereinzelt durchgeführt werden sollen, wenn nur wenige Mitarbeiter im System arbeiten oder wenn für die Grundlast ein lokaler Dialer zum Einsatz kommt, temporäre Outbound-Spitzen aber abgefangen werden müssen. Cloudbasierte Lösungen sind auch dann geeignet, wenn mehrere Call- oder Contact Center-Standorte existieren und/oder wenn das Dialing standortübergreifend genutzt werden soll – etwa zur Einbindung von Heimarbeitsplätzen. Unternehmen können darüber hinaus ihren Dienstleistern cloudbasiert eine einheitliche Dialer-Technik zur Verfügung stellen und passende Funktionen für das Monitoring nutzen. Cloudbasierte Lösungen haben außerdem den Vorteil, dass die technischen Anforderungen beim Einsatz sehr gering sind: In der Regel genügen ein analoges Telefon, ein Internetzugang und ein PC. Beim Einsatz von Voice over IP (VoIP) reichen ein PC und der Internetanschluss aus.

## Kombination
Unternehmen, die ihre Outbound-Kampagnen verbraucherfreundlich gestalten möchten, können darüber hinaus moderne Predictive Dialer/Power Dialer im so genannten Blending mit einer ACD-Anlage (Automatic Call Distribution) kombinieren. Hintergrund: Das Telekommunikationsgesetz (§ 66k Abs. 1 TKG) schreibt vor, dass werbetreibende Firmen/Dienstleister beim Anruf ihre Rufnummer übertragen müssen, so dass Angerufene, die beispielsweise nicht erreicht wurden, auf ihrem Display die Rufnummer sehen und ggf. zurückrufen können. Diese Rückrufe gehen beim Unternehmen/Dienstleister als „Inbound-Call“ in der ACD-Anlage – und damit eigentlich beim Inbound-Serviceteam – ein. Durch die Kombination mit einem Predictive Dialer/Power Dialer werden diese eingehenden Anrufe sofort als Rückrufe auf eine Outbound-Kampagne erkannt und können beispielsweise sofort zu dem Mitarbeiter oder der Mitarbeitergruppe geroutet werden, der zuvor versucht hatte, ihn zu erreichen. Das verhindert Verwirrung beim Verbraucher und lästiges Nachfragen nach dem Grund des verpassten Anrufs.

## Probleme und Kritik
Wird die dialer-gestützte Telefonwerbung bei Nichtkunden eingesetzt, spricht man von unerwünschter telefonischer Werbung bzw. Cold Calls. Dies sind Anrufe bei Verbrauchern, die keine Einwilligung im Vorfeld erteilt haben. Derartige Anrufe sind illegal und führen regelmäßig zu Beschwerden bei Verbraucherzentralen und der Bundesnetzagentur. Kritisiert wird beim missbräuchlichen Einsatz von Predictive Dialern insbesondere:
Dropped Call
Das Telefon klingelt, das Klingeln hört aber augenblicklich wieder auf. Dies kann die Folge davon sein, dass die Zahl verfügbarer Mitarbeiter im Contact Center sinkt und der Dialer mehr Gespräche aufbaut, als er freien Mitarbeitern zustellen kann. Der Dialer bricht überzählige Anwahlen dann ab.
Lost oder Abandoned Call
Der angerufene Teilnehmer hebt ab, am anderen Ende der Leitung ist aber niemand bzw. die Verbindung wird abgebrochen. Ursache kann sein, dass Verbindungen aufgebaut wurden, ohne dass ein Mitarbeiter frei war.
Hallo Dialer
Nach dem Abheben des Telefons durch den Teilnehmer dauert es ein paar Sekunden, ehe sich der Anrufer meldet. Ursache kann sein, dass das Durchstellen des Anrufs nicht sofort möglich ist, weil etwa eine Anrufbeantwortererkennung durchgeführt wird.
Diese negativen Effekte könnten grundsätzlich mit geeigneten technischen Mitteln und der Wahl von entsprechenden Parametern entweder ganz oder zumindest zum großen Teil vermieden werden. Moderne Dialing-Systeme bieten umfassende und flexible Möglichkeiten, verschiedenste Parameter des Dialers einzustellen, um Outbound-Kampagnen anzupassen und verbraucherfreundlich durchzuführen. Dazu zählen etwa die Klingeldauer, die Rate der Lost Calls, die Rate der Dropped Calls, der Zeitabstand zwischen einzelnen Anrufversuchen bei demselben Verbraucher etc. Da die System-Hersteller aber keinen Einfluss darauf haben, welche Einstellungen der einsetzenden Unternehmen tatsächlich vornehmen, können die Dialer-Hersteller den Missbrauch nicht verhindern.

## Umgang mit Verbraucherbeschwerden in Deutschland
In Deutschland wird der Telekommunikationsmarkt von der Bundesnetzagentur (BNetzA) reguliert, dabei spielt auch die Nutzung von Dialern eine Rolle. Zudem wurden unter anderem im Telekommunikationsgesetz (TKG) und im Gesetz gegen den unlauteren Wettbewerb (UWG) in den vergangenen Jahren Änderungen vorgenommen, um unerlaubte telefonische Werbung bei Verbrauchern möglichst zu unterbinden. Im Sommer 2009 trat beispielsweise das „Gesetz zur Bekämpfung unerlaubter Telefonwerbung und zur Verbesserung des Verbraucherschutzes bei besonderen Vertriebsformen“ in Kraft. Branchenverbände wie etwa CCV oder DDV erwarten darüber hinaus, dass sich ihre Mitgliedsunternehmen an verbandseigene Ehrenkodizes halten, die mitunter auch Empfehlungen für die aktive telefonische Kundenansprache und die Nutzung von Dialern durch Unternehmen und Dienstleister umfassen. Diese Kodizes werden kontinuierlich überarbeitet. Einzelne Dialer-Hersteller haben zudem die Vorgaben dieser Ehrenkodizes in ihre Software aufgenommen und bieten ihren Kunden die Möglichkeit, durch einfaches „Anhaken“ die entsprechenden Voreinstellungen im Dialer für ihre Kampagnen zu übernehmen.
Im Jahr 2014 diskutierten die BNetzA, Branchenverbände sowie führende Hersteller von Contact Center-Software über mögliche Vorgaben und Kontrollmöglichkeiten für den rechtskonformen Einsatz von Predictive Dialern. Als Ergebnis wurde der neue „Branchenkodex der Customer Service und Contact Center-Branche“ verfasst, der die bisherigen Kodizes der Verbände CCV und DDV seit 1. Januar 2015 abgelöst hat. Dazu sind insb. im Bereich Outbound-Telefonie über Dialer einige Vorgaben jetzt detailliert festgelegt, bzw. enger gefasst worden. Ziel des neuen, gemeinsamen Kodex ist es, die noch immer hohe Anzahl von Beschwerden über telefonische Werbemaßnahmen zu verringern.
Der neue Branchenkodex dient der BNetzA als „Auslegungshilfe für Verwaltungsverfahren nach § 7 Abs. 1 UWG“, nach der unzumutbare Belästigungen gegenüber Verbrauchern durch die Behörde sanktioniert werden können. Der Kodex gilt seit Anfang Januar 2015 verbindlich für den gesamten Markt. Für die Mitglieder von DDV und CCV war eine sechsmonatige Übergangsfrist zur Umsetzung aller Vorgaben festgeschrieben worden.

### Branchenkodex der Customer Service und Contact Center-Branche
1. Am Samstag werden die Telefoniezeiten auf spätestens 18 Uhr im Vergleich zu den anderen Wochentagen beschränkt. An den anderen Wochentagen darf bis 20 Uhr angerufen werden.
2. An bundeseinheitlichen Feiertagen erfolgen keine telefonischen Werbemaßnahmen. An nicht bundeseinheitlichen Feiertagen sollen in die betroffenen Regionen keine entsprechenden Kontaktaufnahmen erfolgen.
3. Die Anrufhäufigkeit darf drei Anrufversuche pro Kalendertag pro Kampagne, 15 Anrufversuche pro Woche pro Kampagne und 30 Anrufversuche pro Kampagne nicht übersteigen.
4. Lost Calls dürfen maximal drei Prozent aller Anrufversuche betragen. Ein Lost Call darf zusätzlich maximal zweimal pro Verbraucher pro Kampagne erfolgen.[2]

## Verbote
Um Fernleitungen und Ortsnetze nicht durch automatisierte Anrufe zu überlasten, waren derartige Einrichtungen durch die Deutsche Bundespost genehmigungspflichtig und für viele normale Kunden sehr lange Zeit verboten.